# Peter Warlock
Œuvres principales
The Curlew, cycle de songs (1922)
Capriol Suite, pour orchestre à cordes (1926)
Philip Arnold Heseltine, connu sous le pseudonyme de Peter Warlock, est un compositeur et critique musical britannique, né le 30 octobre 1894 à Londres (Angleterre), ville où il est mort le 17 décembre 1930.

## Biographie
Après ses études musicales, notamment à l'Eton College (Eton, Angleterre), Philip Heseltine est l'auteur de nombreux songs (dès 1911, ses premières compositions) et carols pour voix et piano ; on lui doit aussi des pièces chorales (la plupart a cappella), ainsi que quelques morceaux pour piano ou orchestre. La Capriol Suite, pour orchestre à cordes (1926), est sans doute son œuvre la plus célèbre et la plus jouée à ce jour. Elle a pour point de départ l’Orchésographie, traité de danse de Thoinot Arbeau (1589). Philip Heseltine utilise pour la première fois le pseudonyme de Peter Warlock en 1916.
En 1910, il rencontre le compositeur Frederick Delius, avec lequel il se lie d'amitié. Il lui consacre sa première biographie, publiée en 1923, réalise des arrangements de certaines de ses compositions et, aux côtés du chef d'orchestre Thomas Beecham, participe à l'organisation d'un Festival Delius en 1929. Dans les années 1910, Peter Warlock rencontre aussi l'écrivain D. H. Lawrence, ainsi que son collègue, le compositeur et critique musical Cecil Gray. Ce dernier écrit en collaboration avec lui la première étude anglaise consacrée à Carlo Gesualdo, publiée en 1926. Vers 1925, il se lie également d'amitié avec le compositeur Ernest John Moeran, son exact contemporain.
Sa musique est influencée par les compositeurs Frederick Delius, Bernard van Dieren, Roger Quilter et Bela Bartók, qu'il rencontre en 1922, ainsi que par les musiques et poésies des ères élisabéthaine et jacobine, ou encore par la musique de la Renaissance et la culture celte — lui-même étant d'origine galloise par sa mère.
À côté de ses compositions originales, Warlock est l'auteur de nombreux arrangements et transcriptions de plus de 300 pièces des périodes renaissance et baroque, dont des compositions d'Henry Purcell.
Philip Heseltine, père de l'écrivain Nigel Heseltine (en), meurt prématurément en 1930, dans des circonstances restées obscures — accident ou suicide ? — d'une fuite de gaz à son domicile, à Londres.
En 1995, il est personnifié au cinéma par l'acteur Jeremy Northam, dans Les Démons du passé (Voices), film américano-britannique de Malcolm Clarke.

## Œuvre
Peter Warlock laisse 125 œuvres musicales.
Piano
- 1917 : Four Codpieces ; A Chinese Ballet ; The Old Colder, parodie de la symphonie de César Franck ;
- 1918 : Folk Songs Preludes ;
- 1926 : Capriol Suite (version pour deux pianos).

Orchestre
- 1917 : An Old Song, pour orchestre de chambre ;
- 1922 : Serenade, pour orchestre à cordes (dédiée à Frederick Delius) ;
- 1926 : Capriol Suite, pour orchestre à cordes (+ version pour grand orchestre en 1928) dédiée à Paul Ladmirault

Mélodies (pour voix et piano, sauf mention contraire)
- 1922 : The Curlew, cycle de cinq chansons pour ténor, flûte, cor anglais et quatuor à cordes ;
- 1923 : Candlelight (Twelve Nursery Rhymes) ;
- 1927 : Three Belloc Songs ;
- 1928 : Seven Songs of Summer.

Chorales
- 1918 : Benedicamus Domino, pour chœurs a cappella ;
- 1919 : Corpus Christi, pour alto, ténor et chœurs a cappella (+ version pour soprano, baryton et quatuor à cordes en 1927) ;
- 1923 : Three Carols, pour chœurs et orchestre ;
- 1926 : The Countryman, pour chœur à l'unisson et piano (+ version pour voix et piano) ;
- 1927 : Bethlehem Down, choral pour chœurs a cappella (+ version pour voix et orgue) ;
- 1928 : Sociable Songs, pour baryton et chœur d'hommes a cappella.